# Nesse-Apfelstädt
Nesse-Apfelstädt är en kommun i Landkreis Gotha i förbundslandet Thüringen i Tyskland.
Kommunen bildades den 1 december 2009 genom en sammanslagning av de tidigare kommunerna Nesse och Apfelstädt.